# Megachile okinawana
Megachile okinawana är en biart som beskrevs av yasumatsu, Hirashima och > 1964. Megachile okinawana ingår i släktet tapetserarbin, och familjen buksamlarbin. Inga underarter finns listade i Catalogue of Life.